# Technische Universität Lublin
Die Technische Universität Lublin, TUL (pol. Politechnika Lubelska, eng. Lublin University of Technology) ist eine Technische Universität in Lublin, Polen. Sie wurde am 13. Mai 1953 gegründet und hat derzeit 11.000 Studenten. Die TUL ist eine von fünf staatlichen Universitäten in Lublin, aber die einzige mit einem technischen Profil. Die Universität bietet Bachelor-, Ingenieur-, Master- und Doktorandenausbildungsprogramme an.